# Henry Woods (Paläontologe)
Henry Woods (* 18. Dezember 1868 in Cottenham bei Cambridge; † 4. April 1952 in Meldreth, Hertfordshire) war ein britischer Paläontologe.
Woods studierte an der Universität Cambridge mit dem Abschluss 1890 und war dort danach Kurator des Woodwardian Museums und ab 1892 Demonstrator in Paläobotanik und ab 1894 in Paläozoologie. Von 1899 bis zu seiner Pensionierung 1934 war er Lecturer in Paläontologie in Cambridge. Auch danach blieb er an der Universität als Bibliothekar der Abteilung Paläontologie.
1940 erhielt er die Wollaston-Medaille und 1918 die Lyell-Medaille. Er war Fellow der Royal Society.
Woods war mit der Geologin Ethel Skeat verheiratet.

## Schriften
- Palaeontology, invertebrate, Cambridge University Press, 7. Auflage 1937, Online (zuerst 1893)
- Elementary Palaeontology for geology students, Cambridge University Press 1893
- Catalogue of the Type Fossils in the Woodwardian Museum, Cambridge, Cambridge 2010 (zuerst 1891 erschienen)
- Trilobita und Eurypterida, in Sidney Harmer u. a. Cambridge Natural History, Band 4, 1909